# Weezer
Weezer là một ban nhạc rock người Mỹ thành lập tại Los Angeles năm 1992. Ban nhạc gồm Rivers Cuomo (hát chính, lead guitar), Patrick Wilson (trống), Brian Bell (rhythm guitar, hát phụ, bàn phím), và Scott Shriner (bass, hát phụ). Ban nhạc thay đổi nhân sự ba lần từ năm 1992. Weezer đã bán được 9,200,000 album tại Mỹ và 17,525,000 album toàn cầu.
Sau khi ký hợp đồng với Geffen Records năm 1993, Weezer phát hành album self-titled đầu tay, được biết đến như Album lam (The Blue Album), năm 1994. Ba đĩa đơn được phát hành từ album, "Buddy Holly", "Undone – The Sweater Song" and "Say It Ain't So", Album lam nhận được ba chứng nhận bạch kim RIAA và được cách nhà phê bình tán thưởng. Album thứ hai của Weezer, Pinkerton (1996), không nhận được nhiều thành công và ban đầu nhận được các đánh giá trái chiều, nhưng lại được các nhà phê bình tung hô các năm sau đó. Cả Album lam và Pinkerton thường xuyên nằm trong các danh sách album hay nhất thập kỷ 1990. Sau Pinkerton, tay bass Matt Sharp bỏ ban nhạc và Weezer gián đoạn.
Năm 2001, Weezer trở lại với một album self-titled khác, được biết đến như Album lục (The Green Album), với tay bass mới Mikey Welsh. Nhờ các đĩa đơn "Hash Pipe" và "Island in the Sun", The Green Album đạt thành công thương mại và nhiều đánh giá tích cực. Sau khi album phát hành, Welsh rời ban nhạc và được thay bằng Scott Shriner. Ablum thứ tư của Weezer, Maladroit, phát hành tháng 5 năm 2002 cũng nhận được đánh giá tích cực, nhưng không đạt thành công thương mại như Album lục.
Album thứ năm, Make Believe, phát hành tháng 5 năm 2005; nhận được đánh giá trái chiều, đĩa đơn "Beverly Hills" trở thành bài hát đầu tiên của Weezer đứng đầu US Modern Rock Tracks và đạt top 10 tại Billboard Hot 100. Tháng 6, 2008, Album self-titled thứ ba, được biết đến như Album đỏ (The Red Album), với các hiện ứng "TR-808, synth, Southern rap, và đối âm baroque". Đĩa đơn "Pork and Beans", là bài hát thứ ba của ban đứng đầu Modern Rock Tracks chart.
Alum thứ bảy Weezer, Raditude (2009) và thứ tám Hurley (2010), với nhiều "sản phẩm pop hiện đại" và các bài hát được đồng sáng tác với các nghệ sĩ khác, nhận được các đánh giá trái chiều. Album thứ chín, Everything Will Be Alright in the End, phát hành tháng 10 năm 2014 và là album được đánh giá cao nhất từ Pinkerton.

## Phong cách âm nhạc và ảnh hưởng
Weezer được mô tả chơi nhạc alternative rock, power pop, pop punk, emo và indie rock.
Nhiều ban nhạc, như Real Estate, Dinosaur Pile-Up, Cymbals Eat Guitars và The Fall of Troy, xếp Weezer là một trong những nghệ sĩ gây ảnh hưởng. Chính Weezer cũng liệt kê các nghệ sĩ gây ảnh hưởng lên họ, như Kiss ("In the Garage"), Nirvana, The Beach Boys, Pixies (đặc biệt vào thời kỳ đầu của Pixies), Sonic Youth, Oasis, và Wax.

## Thành viên ban nhạc
Thành viên hiện tại
- Rivers Cuomo – hát chính, guitar, bàn phím, harmonica (1992–nay)
- Patrick Wilson – trống, bộ gõ, guitar, hát, keyboards (1992–nay)
- Brian Bell – guitar, hát, bàn phím, harmonica (1993–nay)
- Scott Shriner – guitar bass, hát, bàn phím, guitar (2001–nay)

Thành viên trước đây
- Matt Sharp – guitar bass, hát (1992–1998)
- Jason Cropper – guitar, hát (1992–1993)
- Mikey Welsh – guitar bass, hát (1998–2001)

Thành viên đi tour
- Josh Freese – trống, bàn phím (2009–2012)
- Daniel Brummel - guitar, bàn phím, hát, trống, bộ gõ (2013-nay)

Dòng thời gian

## Đĩa nhạc
Album phòng thu
- Weezer (1994)
- Pinkerton (1996)
- Weezer (2001)
- Maladroit (2002)
- Make Believe (2005)
- Weezer (2008)
- Raditude (2009)
- Hurley (2010)
- Everything Will Be Alright in the End (2014)
- Weezer (2016)